# Woodcliff Lake
Woodcliff Lake és una població dels Estats Units a l'estat de Nova Jersey. Segons el cens del 2008 tenia 5.941 habitants.

## Demografia
Segons el cens del 2000, Woodcliff Lake tenia 5.745 habitants, 1.824 habitatges, i 1.605 famílies. La densitat de població era de 666,1 habitants per km².
Dels 1.824 habitatges en un 47,4% hi vivien nens de menys de 18 anys, en un 80,2% hi vivien parelles casades, en un 6,6% dones solteres, i en un 12% no eren unitats familiars. En el 10,6% dels habitatges hi vivien persones soles el 6,1% de les quals corresponia a persones de 65 anys o més que vivien soles. El nombre mitjà de persones vivint en cada habitatge era de 3,08 i el nombre mitjà de persones que vivien en cada família era de 3,31.
Per edats la població es repartia de la següent manera: un 29,9% tenia menys de 18 anys, un 4,5% entre 18 i 24, un 24,4% entre 25 i 44, un 27,8% de 45 a 60 i un 13,4% 65 anys o més.
L'edat mediana era de 41 anys. Per cada 100 dones de 18 o més anys hi havia 88,1 homes.
La renda mediana per habitatge era de 123.022 $ i la renda mediana per família de 133.925 $. Els homes tenien una renda mediana de 90.000 $ mentre que les dones 45.150 $. La renda per capita de la població era de 53.461 $. Aproximadament el 0,9% de les famílies i l'1,5% de la població estaven per davall del llindar de pobresa.

## Poblacions més properes
El següent diagrama mostra les poblacions més properes.